# Куликовские-Романовы

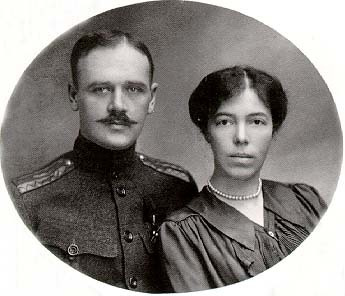
Ольга Александровна с мужем (1916)

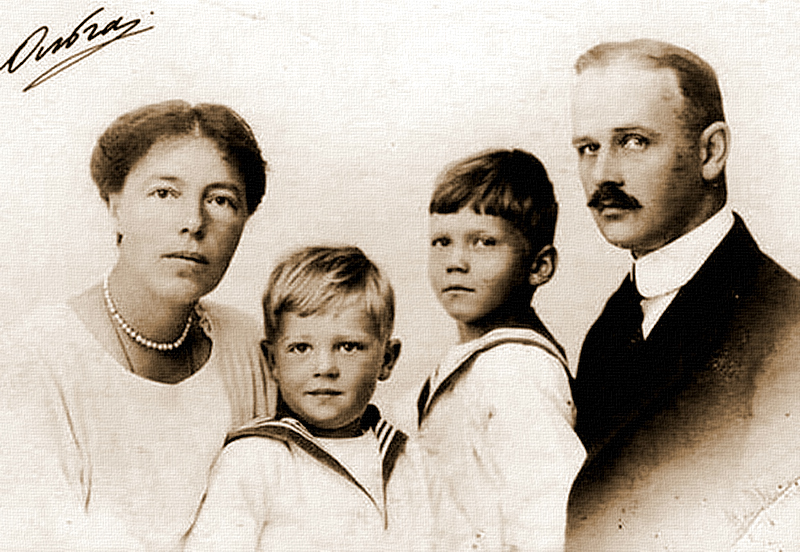
Ольга Александровна с мужем и сыновьями (1922)

Куликовские-Романовы — морганатическое потомство Великой княжны Ольги Александровны (дочери Александра III) от брака с Николаем Куликовским (1916).

## Семья
27 июля 1901 года в Гатчинской дворцовой церкви состоялось венчание Ольги с первым мужем, принцем Петром Александровичем Герцогом Ольденбургским, известным своей гомосексуальностью. Вскоре после этого в Гатчине она познакомилась с офицером Кирасирского полка Н. А. Куликовским, когда тот поступил на службу в Кирасирский Её Величества лейб-гвардии полк (её брат Великий князь Михаил был почётным полковником этого полка). В апреле 1903 во время парада в Павловском дворце Ольга увидела Куликовского и уговорила Михаила посадить их рядом за завтраком.
Затем Куликовский был назначен ротмистром Кирасирского полка лейб-гвардии и отправлен в провинцию. До 1906 года Ольга Александровна и Куликовский регулярно переписывались. В 1906 году герцог Ольденбургский назначил Куликовского своим адъютантом. С разрешения герцога Куликовский переехал в резиденцию на Сергиевской улице в Санкт-Петербурге, где проживала Ольга Александровна с супругом. Среди высшего света распространились небезосновательные слухи о романе между Великой княгиней и Куликовским.
В 1915 году супруги расстались; от первого брака детей Ольга не имела. 27 августа 1916 года Император Николай II утвердил определение Святейшего синода, признававшее её брак с принцем Ольденбургским расторгнутым.
В церкви святителя Николая в Киеве состоялось венчание Ольги со вторым мужем. В августе 1917 года в Крымском Ай-Тодоре у супругов родился первенец — сын Тихон.

Императрица Мария Фёдоровна так написала об этом: «Временами, когда кажется, что уже невозможно всё это выносить, Господь посылает нам нечто вроде лучика света. Моя милая Ольга родила baby, маленького сына, который конечно же принёс в моё сердце такую неожиданную радость…»

Вдовствующая Императрица и сестра Ксения жестоко третировали Ольгу за неравнородный брак с Куликовским.  Не выдержав нападок, семья уехала в Ростов-на-Дону, надеясь найти приют у главнокомандующего Вооруженными силами Юга России А.И.Деникина. Однако Деникин не принял Куликовских, передав через адъютанта, что монархия закончилась. Семью приютил Тимофей Ксенофонтович Ящик — казак, служивший в Императорском конвое и лично знавший Ольгу. Какое-то время Куликовские жили в станице Новоминская, причем оба занимались крестьянским трудом. Там же родился второй сын — Гурий. Ребёнка назвали в честь Гурия Панаева, офицера Ахтырского полка, убитого во время Первой мировой.
С Кубани семья переехала в Ростов-на-Дону, затем через Константинополь, Белград и Вену, в 1920 году наконец добралась до Дании. В этот период семья располагалась в датском дворце Амалиенборг, вместе с вдовствующей Императрицей Марией Фёдоровной. В 1928 году, после смерти Матери-Императрицы, семья приобрела дом Кнудсминде в Боллерупе, в 24 км от Копенгагена.
Позже Советский Союз предъявил Дании ноту протеста в связи с тем, что Великая княгиня Ольга Александровна помогает русским на чужбине — «врагам народа», и весной 1948 года семья была эвакуирована в Канаду, где поселилась в деревне Куксвилл, в настоящее время слившейся с городом Миссиссога, рядом с Торонто. В течение четырёх лет продали ферму и перебрались в город (пригород). В Канаде Ольга с мужем прожили до самой смерти.
Правнук Ольги, Павел Эдуардович рассказывает: «Тихон и Гурий, когда выросли, служили в датской армии. Тихон в пехоте, а Гурий был гусаром, кавалеристом. В 1948-м закончили свою карьеру в ранге капитана. Дания была оккупирована немцами, и оба попали в плен за то, что не стали сотрудничать с гитлеровцами. После войны они покинули Данию с женами и детьми. Вся большая семья Куликовских - Романовых вынуждена была уехать в Торонто. Пытались найти работу в Канаде. Сначала помогали на ферме, которая принадлежала их родителям — Николаю Куликовскому и Ольге Александровне. Гурий стал учителем, и очень талантливым — преподавал славянские языки и культуру в университете в Оттаве».

## Поколенная роспись

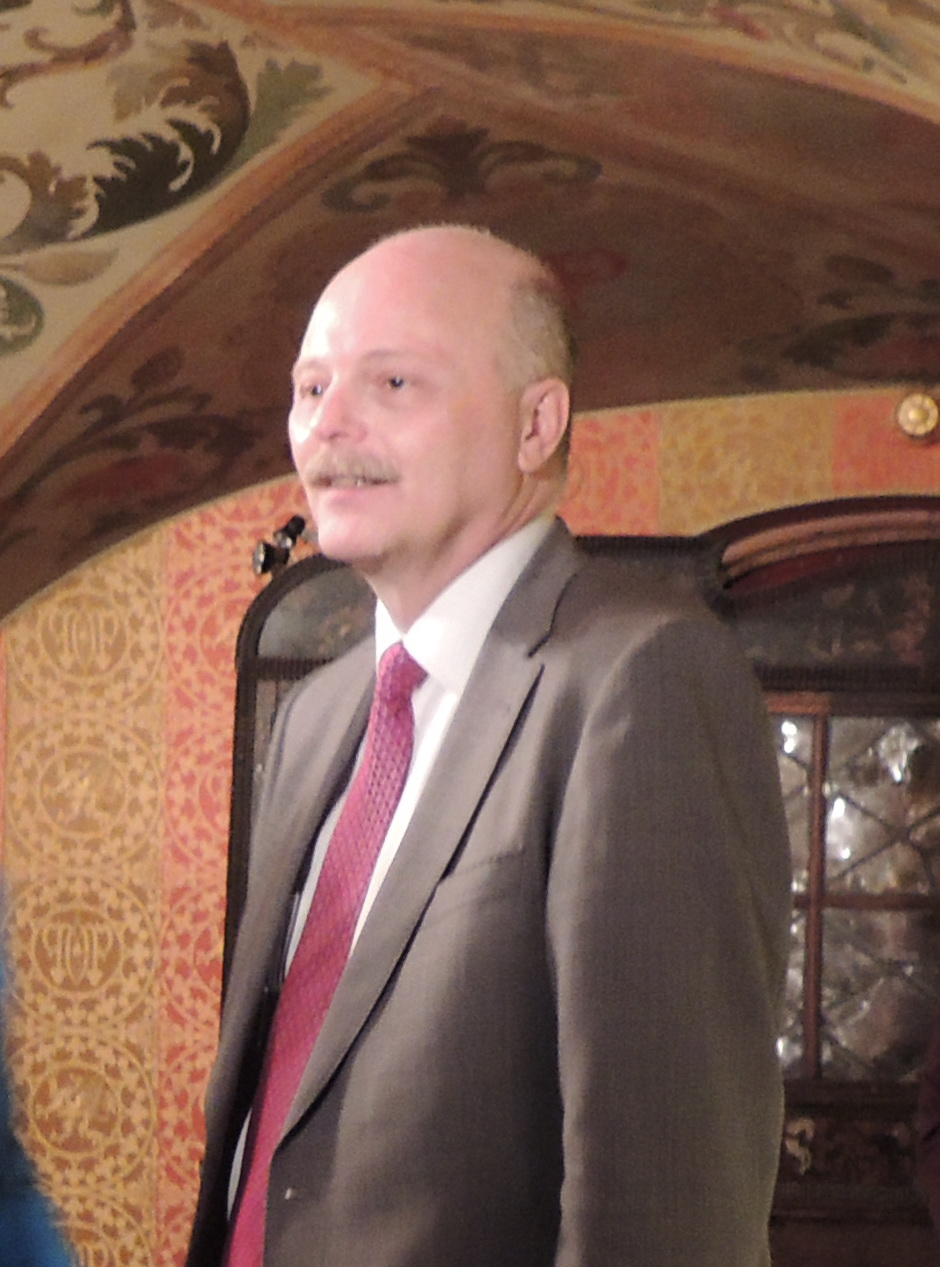
Павел Эдуардович Куликовский - Романов обладает гигантским ростом, как и его прапрадед Александр III

1. Великая княжна Ольга Александровна (13 июня 1882 — 24 ноября 1960) 
OO    Куликовский, Николай Александрович (5 ноября 1881 — 11 августа 1958)
  1. Куликовский-Романов, Тихон Николаевич (25 августа 1917, Ай-Тодор, Крым — 8 апреля 1993, Торонто). В 1942 году в Копенгагене женился на Агнет Петерсен (1920—2007). Развелись в 1955 году, детей от брака не было. 21 сентября 1959 года в Оттаве женился на Ливии Себастьян (11 июня 1922 — 12 июня 1982), от брака имел одну дочь — Ольгу Тихоновну. 8 июня 1986 года в Торонто женился на Ольге Николаевне Пупыниной (20 сентября 1926 – 1 мая 2020).
    1. Куликовская, Ольга Тихоновна (род. 9 января 1964 года в Торонто), с 1994 года 
OO    Хосе Кордейро (Jose Cordeiro)). Её дети: Пётр (род. 1994), Александр (р. 1996), Михаил (род. 1999), Виктор (род. 2001)

  2. Куликовский-Романов, Гурий Николаевич (23 апреля 1919, Новоминская, Кубань — 11 сентября 1984, Бруквилль, Канада). 10 мая 1940 года Гурий Николаевич женился на Рут Шварц (06. 02. 1921 – 22. 07. 2015), дочери мелкого торговца в Баллерупе. У супругов в браке родилась трое детей. В 1956 году супруги развелись. Через несколько лет он женился на Азе Гагариной (01. 08. 1924 – 2012).
    1. Куликовская-Романова, Ксения Гурьевна (род. 29.07.1941). 1-й муж — Ральф Джонс (1961; от первого брака 1 сын), 2-й муж — Финн Ларсен (1967; дети — Виаиан Ларсен и Питер Ларсен), 3-й муж — Aage Нильсен (1981; дочь Vibeke Нильсен).
      1. Павел Эдуардович Куликовский-Романов (Paul Edward Kulikovsky, род. 17.12.1960). 1-я жена — Кирстен Бейнер Хансен, 2-я жена — Людмила Анатольевна Антонова, главный редактор журнала «Русская история»[3]. Дети от 1-го брака:
        1. Майкен Павловна Куликовская-Романова (род. 1990)
        2. Зандра Павловна Куликовская-Романова (род. 1991)

    2. Куликовский-Романов, Леонид Гурьевич (02.05.1943 – 27. 09. 2015)
    3. Куликовский-Романов, Александр Гурьевич (род. 29.11.1949)[4]

## Экспертиза
Для сравнительного анализа генетической последовательности Николая II при изучении останков расстрелянной Царской семьи криминалистами были использованы данные теста Мт-ДНК его племянника — Т. Н. Куликовского-Романова (сына Ольги Александровны), полученные после долгих уговоров.
Поскольку Т. Н. Куликовский-Романов являлся ближайшим оставшимся в живых в начале 1990-х годов родственником Императора Николая II по женской линии, его генетический материал должен был быть веским аргументом в деле идентификации останков Императорской семьи. При жизни Куликовский-Романов отказался предоставлять такой материал экспертам, считая, что расследование ведётся не на должном уровне, некомпетентными людьми и организациями и незадолго до смерти даже выступил с публичным протестом против попыток «выдать за Останки Царственных Мучеников безвестные кости, обнаруженные в одном из Уральских захоронений». Однако образцы его крови, взятые во время операции, были сохранены женой Ольгой и переданы для исследования российскому эксперту Е. И. Рогаеву. Исследования Рогаева показали стопроцентную вероятность родства между Т. Н. Куликовским-Романовым и человеком, которому принадлежал «скелет № 4» — останки Николая II.
Новые дискуссии по поводу генетического материала Куликовского-Романова и того, как им распоряжаются наследники, вызвало обнаружение останков детей Николая II — Марии и Алексея.

## Деятельность
Внук Александра III от дочери Ольги Куликовский-Романов, Тихон Николаевич и его жена Ольга в 1991 году организовали благотворительный Фонд «Программа помощи России» имени Ея Императорского Высочества Великой Княгини Ольги Александровны, своей свекрови. С этого момента постоянно бывает в России, лично участвуя в оказании помощи больницам, приютам, организациям, отдельным людям. После смерти мужа в 1993 году Ольга возглавила деятельность Фонда.
В восстановления музея Палаты бояр Романовых внес финансовый вклад Павел Эдуардович Куликовский - Романов.